# جک دویل (بازیکن فوتبال)
جک دویل (انگلیسی: Jack Doyle؛ زادهٔ ۲ فوریهٔ ۱۹۹۷) بازیکن فوتبال اهل بریتانیا است.
از باشگاه‌هایی که در آن بازی کرده‌است می‌توان به باشگاه فوتبال بلکبرن روورز اشاره کرد.